# Mater Dolorosa (Pyrbaum)

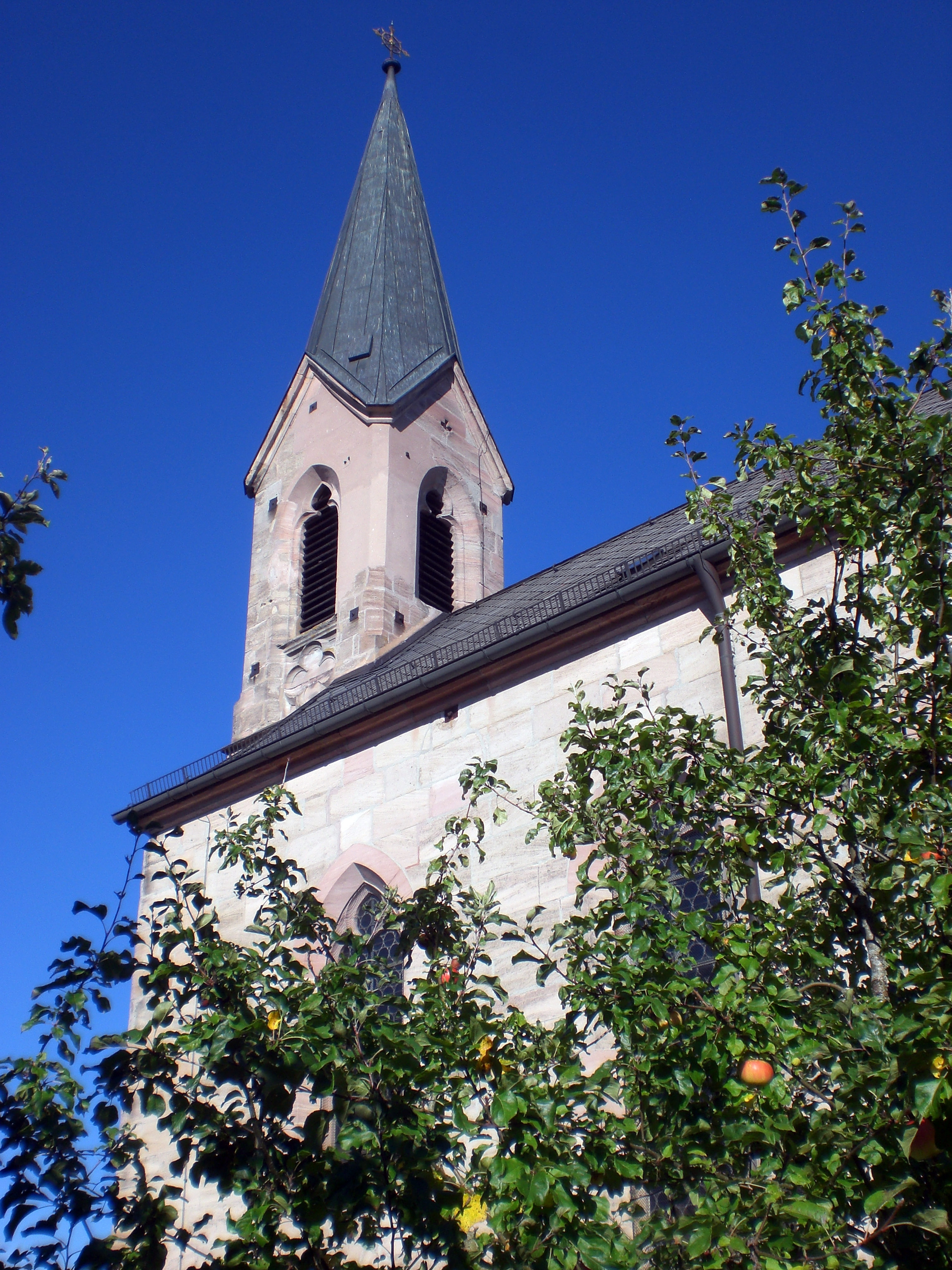
Mater Dolorosa (Pyrbaum)

Die römisch-katholische, denkmalgeschützte Pfarrkirche Mater Dolorosa steht in Pyrbaum, einem Markt im Landkreis Neumarkt in der Oberpfalz. Die Kirche gehört zum Dekanat Neumarkt in der Oberpfalz des Bistums Eichstätt. Das Bauwerk ist unter der Denkmalnummer D-3-73-156-24 als Baudenkmal in die Bayerische Denkmalliste eingetragen.

## Beschreibung
Anstelle der niedergebrannten Schlosskirche des Schlosses Pyrbaum wurde 1891 eine Saalkirche erbaut, die 1899 abbrannte und 1901 im neugotischen Baustil aus Quadermauerwerk wieder aufgebaut wurde. Sie besteht aus einem Langhaus, einem eingezogenen, dreiseitig geschlossenen Chor im Osten und einem Fassadenturm im Westen, dessen oberstes Geschoss hinter den Klangarkaden den Glockenstuhl mit drei Kirchenglocken beherbergt und der mit einem spitzen Helm bedeckt ist. Die Orgel wurde 1986 von der Orgelbau Zeilhuber errichtet.